# Ave Maria (Mozart)
A Ave Maria (também conhecida como Cânone de Bernried), K. 554, é um cânone em fá maior para quatro vozes a cappella de Wolfgang Amadeus Mozart. Mozart incluiu esta obra em seu catálogo temático em 2 de setembro de 1788. É a segunda de uma série de dez cânones.
A Ave Maria também chamada de Saudação Angélica, é uma oração que saúda a Virgem Maria baseada nos episódios da Anunciação e da Visitação (Lucas 1:28–42). Segundo São Luís Maria Gringnon de Montfort, cada vez que se reza a Ave Maria, a Virgem Maria louva a Deus no Céu com seu canto, o Magnificat (Lucas 1:46–55).